# Мимо. Ранен. Убит.
«Мимо. Ранен. Убит.» — шестой студийный полноформатный альбом российской группы «Аффинаж». Криминальная мистерия в 10 действиях.

## История
Альбом записывался в Санкт-Петербурге на студиях «Добролёт» и «KONTAKT Records» с августа 2019-го по февраль 2020 года и был выпущен в пятницу, 13 марта — в день восьмилетия коллектива. При этом некоторые демо родились у группы в конце 2014-го года, а некоторые — в последнем туре, в 2019 году.
Перед выходом LP «Аффинаж» представили три видеотизера («Мимо», «Ранен» и «Убит»), а также три сингла. 12 февраля 2020 года вышел трек «Неправда», 25 февраля — «Котик», а 6 марта — «Ангел». На первый и второй синглы группа выпустила клипы.
Над мультипликационным видео для «Неправды» работала дизайнер и художница Надежда Гогинян. Видео для «Котика» сделано в формате симулятора стрит-файтинг-игры, его создавали мультипликаторы из студии «Да» — Мария Дубровина и Юрий Якубов. Сама песня написана в 2014 году, но ранее не выпускалась.
По словам музыкантов, в новом релизе они решили изменить подход к записи материала. Прежде всего это касалось вокала. Калинин впервые стал записывать голосовые партии не скопом, а удобными фрагментами. Появилась возможность без спешки проработать тембр, окрас голоса, бэки.

## Концепция
«Мимо. Ранен. Убит.» — концептуальная работа, цельное музыкальное полотно с прологом, интерлюдией, 10 действиями и театральными вставками. Это история человека по имени Яков Сухоцвет, которого преследует его тёмное прошлое, где он оступался, совершал злые поступки, не был самим собой, упускал важное среди неважного и ненужного. Герой бежит от этого и в итоге теряется, пропадает без вести в мороке мистических обстоятельств.
Роли главного героя, его матери Марии и некой «злой силы» озвучили актёры Санкт-Петербургского «Театра на Литейном» Александр Кошкидько и Татьяна Романовская, а также музыкальный, кино- и телепродюсер Александр Юрасов.

## Реакция
Обозреватель InterMedia Данила Головкин высоко оценил альбом, отметив однако, что группе не стоило объяснять содержание песен самостоятельно. В интервью Apple Music музыканты действительно раскрыли значение некоторых сюжетных деталей каждого трека, и это, по мнению Головкина, «превратило заявленную „криминальную мистерию о побеге от судьбы“ в излишне метафоричную „историю падения“ человека», сделав сюжет в то же время слишком конкретным и банальным. При этом обозреватель считает, что именно в этом альбоме песни «Аффинаж» достигли «максимального уровня внутренней целостности, оригинальны в каждом аспекте, вызывают эмоции», и посоветовал не читать описания, данные артистами.
По мнению обозревателя Musecube, альбом стал для команды новым шагом в исследовании возможностей рок-музыки, альтернативного рок-звучания в контексте своего инструментария. «Включив любую песню с пластинки, слушатель сразу сможет идентифицировать фирменные интонации питерского квартета, — отмечает издание, — но при этом сам саунд, посыл нового диска является прорывным не только для группы, но и для русской рок-музыки вообще».
Musecube называет «Мимо. Ранен. Убит» — как по музыкальному содержанию, так и по эмоциональному посылу, — самым тяжелым альбомом «Аффинаж», который пропитан «ощущением бесцельного и обреченного бегства от судьбы, страха и загнанности в угол». Кроме того, по мнению издания, как вокалист Эм Калинин сегодня может встать в один ряд с «ведущими российскими и зарубежными исполнителями».
Spirit of Rock отметил песни «Ангел» («самая близкая точка для русского рока и безумного попа») и «Такси» («просторный и мягкий трек, немного похож на диско, разбавлен аккордеоном и синтезатором»), а также сюжетную историю, по которой путешествует слушатель. В то же время издание считает, что группа уже «теряет некоторую необработанную непосредственность и не поднимается до высоты написания песен старых альбомов», но при этом создает «свое собственное настроение».
Обозреватель Илья Кичаев из Wylsa.com увидел в альбоме трагичную библейскую историю Иисуса Христа. «Тут есть песня, которую можно трактовать как взгляд Иуды на своё предательство, — считает обозреватель. — И это предательство даже упоминается в строчках: „Мой приятель приятный, если с лица. Мой приятель — предатель, если вглядеться“». А также в плане записи и сведения музыки, по мнению Кичаева, это первый «отлично звучащий» альбом «Аффинаж»: «Группа подтянула свои слабые стороны, сделав очень цельный альбом, где форма и содержание наконец-то равноправны».

## Список композиций
Все тексты написаны Михаилом Калининым.
| №                   | Название                            | Длительность |
| ------------------- | ----------------------------------- | ------------ |
| 1.                  | «Пролог»                            | 0:20         |
| 2.                  | «Ангел»                             | 5:17         |
| 3.                  | «Такси»                             | 3:20         |
| 4.                  | «Хостел»                            | 5:24         |
| 5.                  | «Кто тебе важнее»                   | 4:15         |
| 6.                  | «Неправда»                          | 4:17         |
| 7.                  | «---»                               | 0:44         |
| 8.                  | «Как мне смотреть друзьям в глаза?» | 4:04         |
| 9.                  | «Злой-плохой»                       | 4:24         |
| 10.                 | «Пан»                               | 6:31         |
| 11.                 | «Котик»                             | 4:01         |
| 12.                 | «Сотовый»                           | 8:07         |
| Общая длительность: | Общая длительность:                 | 50:44        |

## Участники записи
- Эм Калинин — тексты, вокал, гитара
- Александр Корюковец — баян, аккордеон, синтезаторы, клавишные, инструментовка струнных
- Сергей Сергеич — бас-гитара
- Саша Ом — тромбон, гитары, клавишные, бэк-вокал, саунд-дизайн
- Антон Новиков — ударные
- Ксения Седнина — скрипки

Действующие лица:
- Яков Сухоцвет — озвучил Александр Кошкидько
- Мария Сухоцвет — озвучила Татьяна Романовская
- Некто — озвучил Александр Юрасов

Сведением и записью альбома занимался Андрей Кулешов, мастерингом — Джефф Пеш (Лондон, Abbey Road), записью вокала, а также сведением песни «Неправда» — Юрий Смирнов, оформлением буклета — Евгений Зубков и Августа Левина.